# Uniwersytet Muzyczny im. Ferenca Liszta

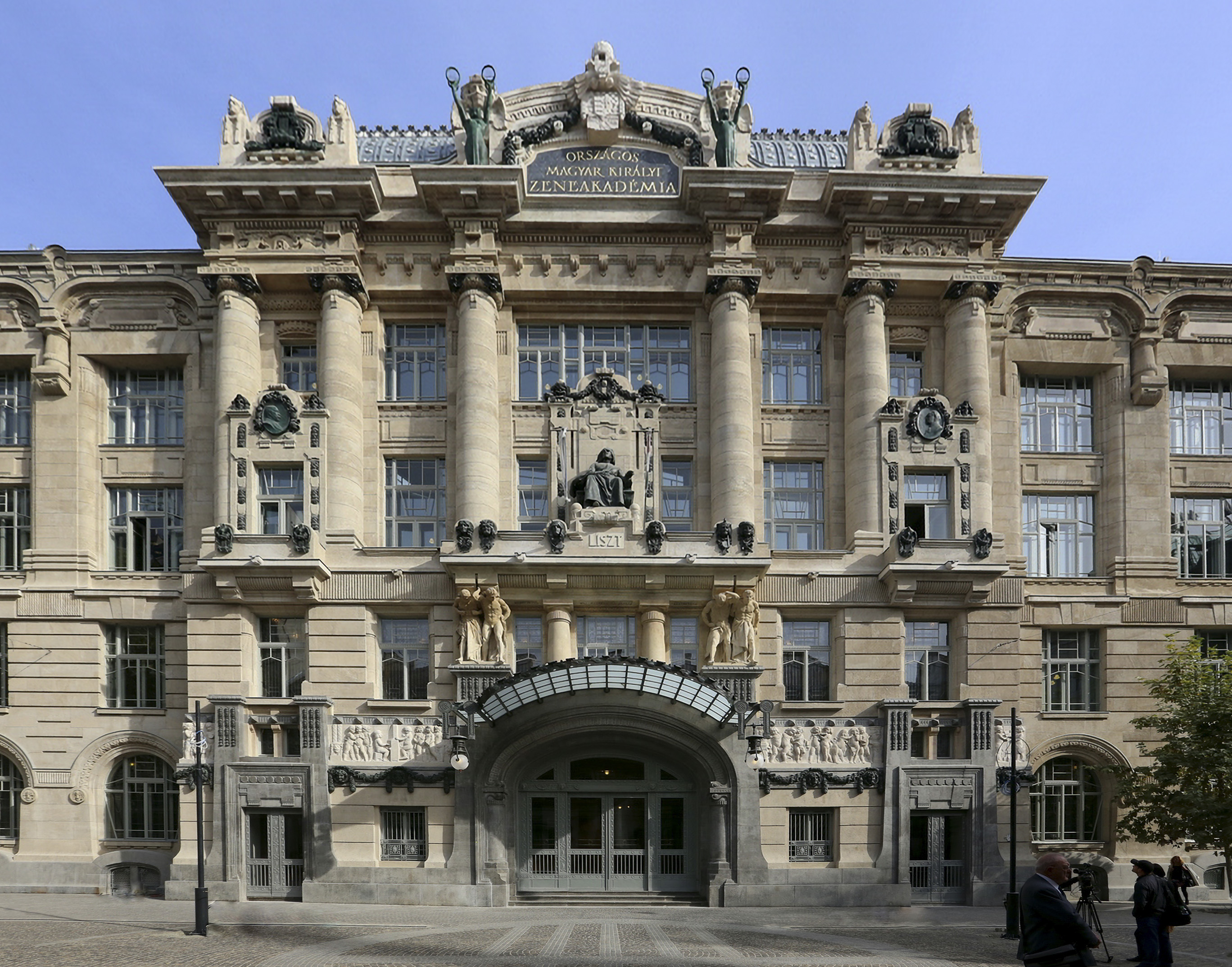
Uniwersytet Muzyczny im. Ferenca Liszta

Uniwersytet Muzyczny im. Ferenca Liszta (dawniej Akademia Muzyczna im. Ferenca Liszta), węg. Liszt Ferenc Zeneművészeti Egyetem, w skrócie Zeneakadémia – uniwersytet muzyczny i sala koncertowa w Budapeszcie na Węgrzech, założona 14 listopada 1875 roku.
Akademia została założona przez samego Ferenca Liszta. Patronem uczelni został w 1925 r. w obecnej lokalizacji w centrum Budapesztu, gdzie mieści się również centrum badań nad jego muzyką.

## Historia
Akademia pierwotnie nosiła nazwę „Królewska Narodowa Węgierska Akademia Muzyczna”, a od 1919 do 1925 r. – Kolegium Muzyczne. Patrona – Ferenca Liszta – zyskała w 1925 r. Założona pierwotnie w domu Liszta, przeniosła się następnie do trzypiętrowego neorenesansowego budynku zaprojektowanego przez Adolfa Lánga i zbudowanego przy dzisiejszej Alei Andrássy w latach 1877–1879. Miejsce to jest nazywane „Starą Akademią Muzyczną” i upamiętnione tablicą wykonaną przez Zoltána Farkasa w 1934 roku. Budynek został odkupiony przez Akademię w latach 80. XX wieku i obecnie jest oficjalnie znany jako „Centrum pamięci i badań Ferenca Liszta”.
W 1907 roku Akademia wprowadziła się do budynku wzniesionego na rogu ulicy Király i placu Liszta. Służy jako centrum wyższego szkolnictwa muzycznego i jako sala koncertowa. Inne podmioty wchodzące w skład Akademii to Szkoła Kształcenia Nauczycieli, mieszcząca się w dawnej Narodowej Szkole Muzycznej przy ul. Semmelweis, Szkoła Muzyczna 2 stopnia im. Béli Bartóka oraz akademik. Istotnym wydarzeniem w historii akademii było niedawne utworzenie nowego, niezależnego wydziału Muzyki Ludowej. Rektorem uczelni jest Andrea Vigh.
W 2016 roku Komisja Europejska przyznała Znak Dziedzictwa Europejskiego dla budapesztańskiej Akademii Muzycznej im. Ferenca Liszta.

## Budynek
Budynek w stylu secesyjnym jest jednym z najbardziej znanych w Budapeszcie. Zaprojektowali go Flóris Korb i Kálmán Giergl na wniosek barona Gyuli Wlassicsa, ówczesnego ministra kultury. Na fasadzie dominuje posąg Liszta wyrzeźbiony przez Alajosa Stróbla. Wnętrze budynku zdobią freski, ceramika Zsolnay i kilka posągów, między innymi figury Bartók i Chopina. Pierwotnie budynek miał także witraże wykonane przez wybitnego witrażystę Miksę Rótha.

## Dawne nazwy
- 2007 – Uniwersytet Muzyczny Liszta
- 1925–2000 – Kolegium Muzyczne Liszta; 2000–2007 – o randze uniwersyteckiej
- 1918–1925 – Narodowe Węgierskie Kolegium Muzyczne
- 1893–1918 – Narodowa Królewska Węgierska Akademia Muzyczna
- 1887–1893 – Narodowa Królewska Węgierska Akademia Muzyki i Dramatu
- 1875–1887 – Narodowa Królewska Węgierska Akademia Muzyczna

## Ważniejsi absolwenci
| - Géza Anda - Béla Bartók - György Cziffra - Ernő Dohnányi - Antal Doráti - Annie Fischer - János Fürst | - László Gyimesi - Julia Hamari - Jenő Hubay - Jenő Huszka - Jenő Jandó - Zoltán Jeney - Pál Kadosa - Emmerich Kálmán | - István Kertész - Zoltán Kocsis - Zoltán Kodály - Péter Komlós - Lili Kraus - György Kurtág - Magda László | - György Ligeti - Éva Marton - Eugene Ormandy - Attila Pacsay - Ditta Pásztory-Bartók - Zoltán Peskó - László Polgár | - David Popper - Ferenc Rados - Fritz Reiner - Lívia Rév - Vera Rózsa - György Sándor - Sylvia Sass | - András Schiff - Georg Solti - János Starker - Zoltán Székely - András Szőllősy - Tibor Varga - Tamás Vásáry | - Leó Weiner - Wanda Wiłkomirska |  |